# Gillhög

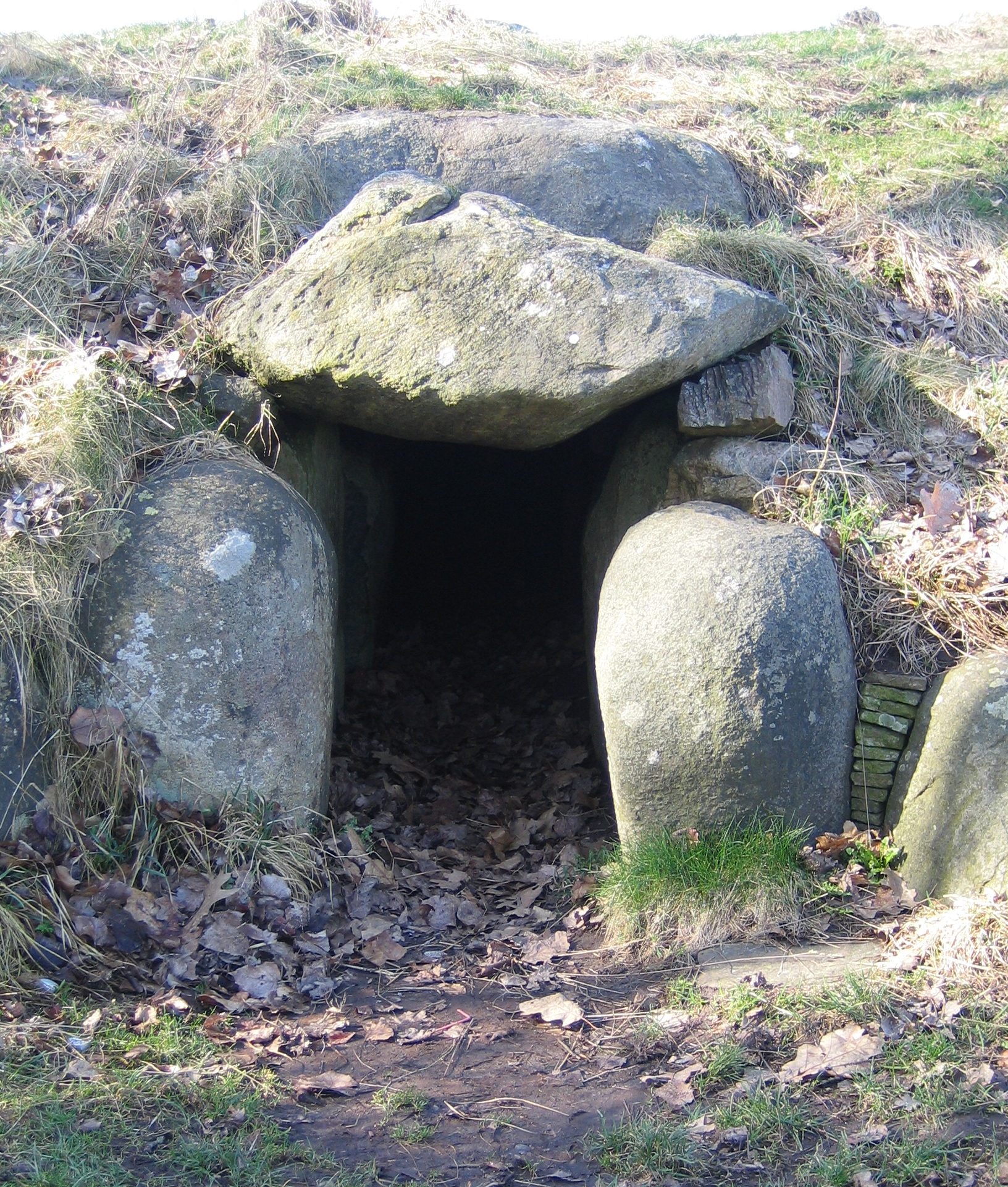
ingången

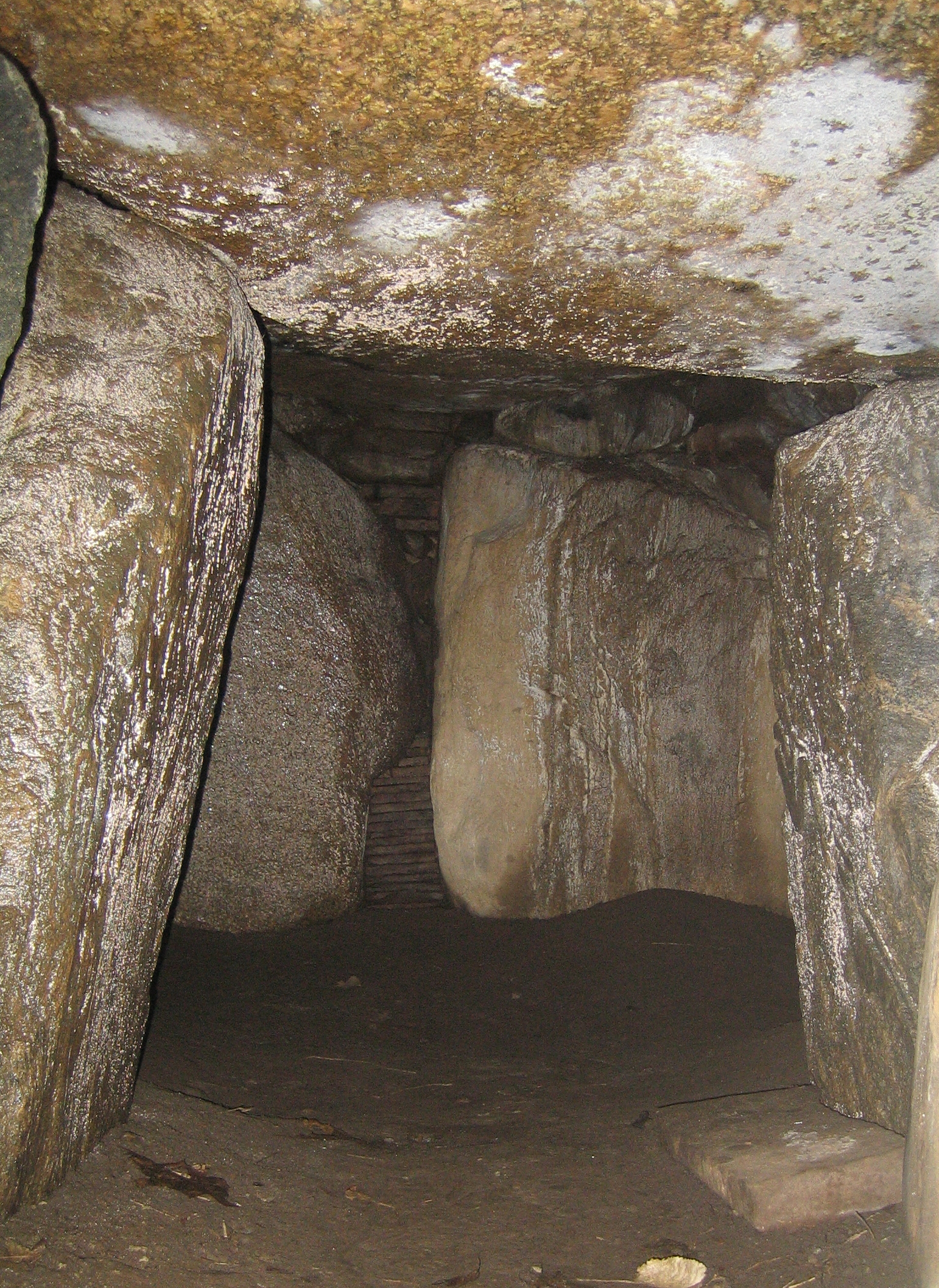
insidan

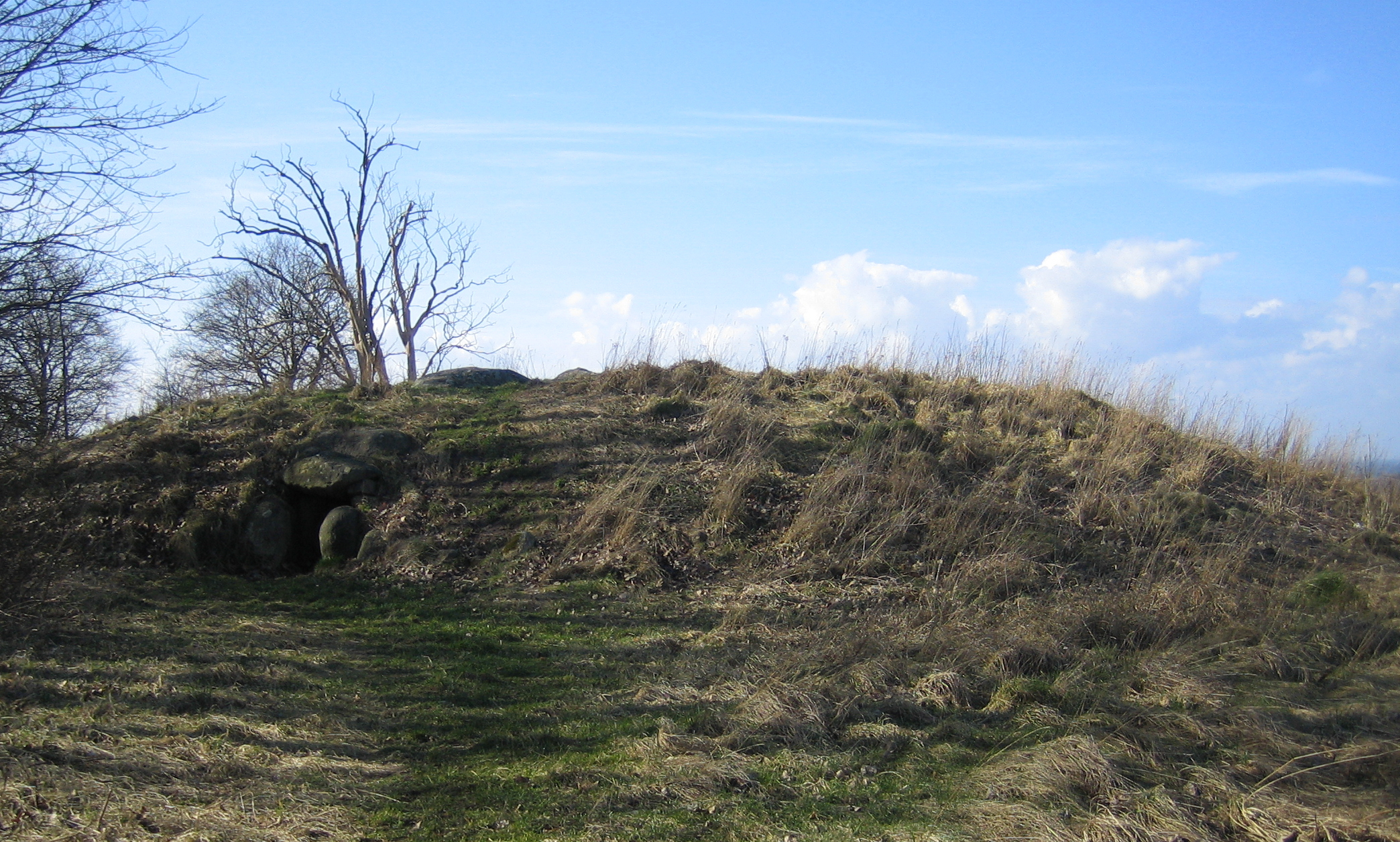
Gillhög

Gillhög är en restaurerad gånggrift från yngre stenåldern i Barsebäcks socken i Kävlinge kommun i Skåne. 
Gånggriften ligger i en gravhög som är cirka 25 meter i diameter och 2,5 meter hög. Kammaren är rundat rektangulär och 5,7 gånger 2,3 meter stor. Den har fyra stenblock i respektive långsida, 1,2 till 1,75 meter höga och 1 till 1,5 meter breda, och två stenblock i respektive gavel, 1,1 till 1,5 meter höga och 0,5 till 1,1 meter breda. Kammaren täcks av tre 2-3 meter stora takblock. Gången, som mynnar i sydost, är 5,5 meter lång och 0,7 till 0,8 meter bred, konstruerad av fem block i respektive långsida, 1-1,2 meter höga och 0,5-1,2 meter breda, samt två knappa meterhöga tunna dörrstenar eller karmstenar som skjuter ut en aning i gången, respektive portalstenar. Gången täcks av fyra 1-2 meter stora takhällar, varav den innersta är en nyckelsten, vilket innebär att det mellersta takblocket i kammaren vilar på den. Mellan de markfasta väggstenarna finns ofta en fint utförd kallmur och mellan väggstenar och tak finns en krage bestående av något större stenblock som syftar till att täta utrymmet däremellan.
Gånggriften tillhör den yngre delen av trattbägarkulturen och bör ha blivit byggd runt 3300 f.Kr. för att sedan ha varit använd under de närmaste seklerna. Typologisk är den genom förekomsten av krage den yngsta typen hos gånggrifterna och därmed den avslutande byggnadstiden för megalitgravar inom det område som idag är Sverige.
Vid en undersökning av gånggriften 1932 fann man bland annat skelettmaterial, bärnstenspärlor, krukskärvor flintredskap samt två sekundärgravar i form av hällkistor strax utanför kammaren, vilket visar att en ganska stor del av den omgivande jordhögen är sekundär. Strax norr om Gillhög finns rester efter en stenåldersboplats. Enligt lokal tradition ska den namngivits efter vikingahövdingen Erik Gille.
För att inte riskera att rasa restaurerades gånggriften 1986. Det står fritt för vem som helst att ta med sig en ficklampa och krypa in igenom gången till kammaren och fascineras över hur stenålderns begravningsentreprenörer lyckades bygga ett tak av flera ton tunga stenblock.